# Магнітогорський трамвай
Магнітогорський трамвай — діюча трамвайна мережа у місті Магнітогорськ, Росія.

## Історія
У 1933 році Магнітогорським металургійним комбінатом створена організація «Трамвайбуд».
Трамвайний рух в Магнітогорську відкритий 18 січня 1935 року, протяжність трамвайних колій на той час складала 11,5 км. Два трамвая під керуванням Станислава Крещука та Анастасії Саннікової (за іншими даними —  Клавдії Колової) почали курсувати від Щитових до Комсомольської площі та зворотно. Було облаштовано лише 7  зупинок, вартість проїзду складала від 10 до 30 копійок, в залежності від дальності поїздки. Трамвайну лініїю, що сполучила лівий та правий береги, відкрита у 1948 році через  Центральний перехід. У 1955 році запроваджений продаж проїзних квитків.
У 2020 році трамваєм скористалися 97,6 млн пасажирів, за 90-річну історію — понад 8 млрд пасажирів.

## Маршрути
Станом на середину 2010-х років у Магнітогорську діяли наступні маршрути:
| Діючі маршрути |                               |                               |                                                                                    |                   |
| №              | Кінцеві пункти                | Кінцеві пункти                | Маршрут руху                                                                       | Примітки          |
| 1              | РІС — Вокзал                  | РІС — Вокзал                  |                                                                                    |                   |
| 2              | Депо № 2 — ДОК                | Депо № 2 — ДОК                |                                                                                    |                   |
| 3              | Вулиця Тевосяна — Товарна     | Вулиця Тевосяна — Товарна     |                                                                                    |                   |
| 4              | Польова — Польова             | Польова — Польова             | Центральний перехід — Комсомольська — Ленінградська                                | Кільцевий маршрут |
| 4А             | Польова — Польова             | Польова — Польова             | Південний перехід — Радянська — Ленінградська — Центральний перехід                | Кільцевий маршрут |
| 4Б             | Польова — Польова             | Польова — Польова             | Центральний перехід — Ленінградська — Радянська — Південний перехід                | Кільцевий маршрут |
| 6              | Депо № 2 — Броньова           | Депо № 2 — Броньова           |                                                                                    | Кільцевий маршрут |
| 7              | Вулиця Коробова — Броньова    | Вулиця Коробова — Броньова    |                                                                                    | Кільцевий маршрут |
| 8              | Польова — Польова             | Польова — Польова             | Ленінградська — Комсомольська — Центральний перехід                                | Кільцевий маршрут |
| 9              | Вулиця Коробова — ЛПЦ         | Вулиця Коробова — ЛПЦ         |                                                                                    |                   |
| 10             | Вулиця Зелений Лог — Товарна  | Вулиця Зелений Лог — Товарна  |                                                                                    |                   |
| 11             | Вокзал — ДОК                  | Вокзал — ДОК                  |                                                                                    |                   |
| 12             | Вулиця Тевосяна — Товарна     | Вулиця Тевосяна — Товарна     |                                                                                    |                   |
| 13             | Товарна — Товарна             | Товарна — Товарна             | ДОК — Південний перехід — Грязнова — Радянська — Комсомольська — Північний перехід | Кільцевий маршрут |
| 14             | Товарна — Товарна             | Товарна — Товарна             | Північний перехід — Комсомольська — Радянська — Грязнова — Південний перехід — ДОК | Кільцевий маршрут |
| 14А            | Депо № 2 — Товарна            | Депо № 2 — Товарна            |                                                                                    |                   |
| 14Б            | Депо № 2 — ЛПЦ                | Депо № 2 — ЛПЦ                |                                                                                    |                   |
| 15             | Вулиця Тевосяна — ЛПЦ         | Вулиця Тевосяна — ЛПЦ         |                                                                                    |                   |
| 16             | Вулиця Тевосяна — РІС         | Вулиця Тевосяна — РІС         |                                                                                    |                   |
| 16А            | РІС — РІС                     | РІС — РІС                     | Козача переправа — Галіулліна — Радянська — Грязнова — Південний перехід           | Кільцевий маршрут |
| 16Б            | РІС — РІС                     | РІС — РІС                     | Південний перехід — Грязнова — Радянська — Галіулліна — Козача переправа           | Кільцевий маршрут |
| 17             | Вулиця Тевосяна — Вокзал      | Вулиця Тевосяна — Вокзал      |                                                                                    |                   |
| 18             | Вулиця Коробова — РІС         | Вулиця Коробова — РІС         |                                                                                    |                   |
| 19             | Вулиця Коробова — Зелений Лог | Вулиця Коробова — Зелений Лог |                                                                                    |                   |
| 20             | Вулиця Зелений Лог — Броньова | Вулиця Зелений Лог — Броньова |                                                                                    | Кільцевий маршрут |
| 21             | Депо № 2 — Вулиця Коробова    | Депо № 2 — Вулиця Коробова    |                                                                                    |                   |
| 22             | Вулиця Тевосяна — Броньова    | Вулиця Тевосяна — Броньова    |                                                                                    | Кільцевий маршрут |
| 23             | Депо № 2 — Депо № 2           | Депо № 2 — Депо № 2           | Радянська — Карла Маркса — Московська — Ленінградська — Карла Маркса — Радянська   | Кільцевий маршрут |
| 23А            | Депо № 2 — Депо № 2           | Депо № 2 — Депо № 2           | Радянська — Комсомольська — Ленінградська — Радянська                              | Кільцевий маршрут |
| 23Б            | Депо-2 — Депо-2               | Депо-2 — Депо-2               | Радянська — Ленінградська — Комсомольська — Радянськоа                             | Кільцевий маршрут |
| 24             | Вокзал — Вулиця Зелений Лог   | Вокзал — Вулиця Зелений Лог   |                                                                                    |                   |
| 25             | Польова — Вулиця Зелений Лог  | Польова — Вулиця Зелений Лог  |                                                                                    |                   |
| 27             | Вулиця Зелений Лог — ЛПЦ      | Вулиця Зелений Лог — ЛПЦ      |                                                                                    |                   |
| 28             | Вулиця Тевосяна — ДОК         | Вулиця Тевосяна — ДОК         |                                                                                    |                   |
| 29             | Вулиця Коробова — Вокзал      | Вулиця Коробова — Вокзал      |                                                                                    |                   |
| 30             | Вулиця Коробова — ЛПЦ         | Вулиця Коробова — ЛПЦ         |                                                                                    |                   |
| 33             | Вулиця Тевосяна — Броньова    | Вулиця Тевосяна — Броньова    |                                                                                    |                   |
| 35             | РІС — Товарна                 | РІС — Товарна                 |                                                                                    |                   |

## Депо
Перше депо було розраховано на 45 вагонів. У 1961 році відкрито депо № 2 на 100 вагонів. У 1997 році на півдні міста відкрито депо № 3. З середини 2010-х років в Магнітогорську діють лише два депо, депо № 2 закрито 22 липня 2010 року.

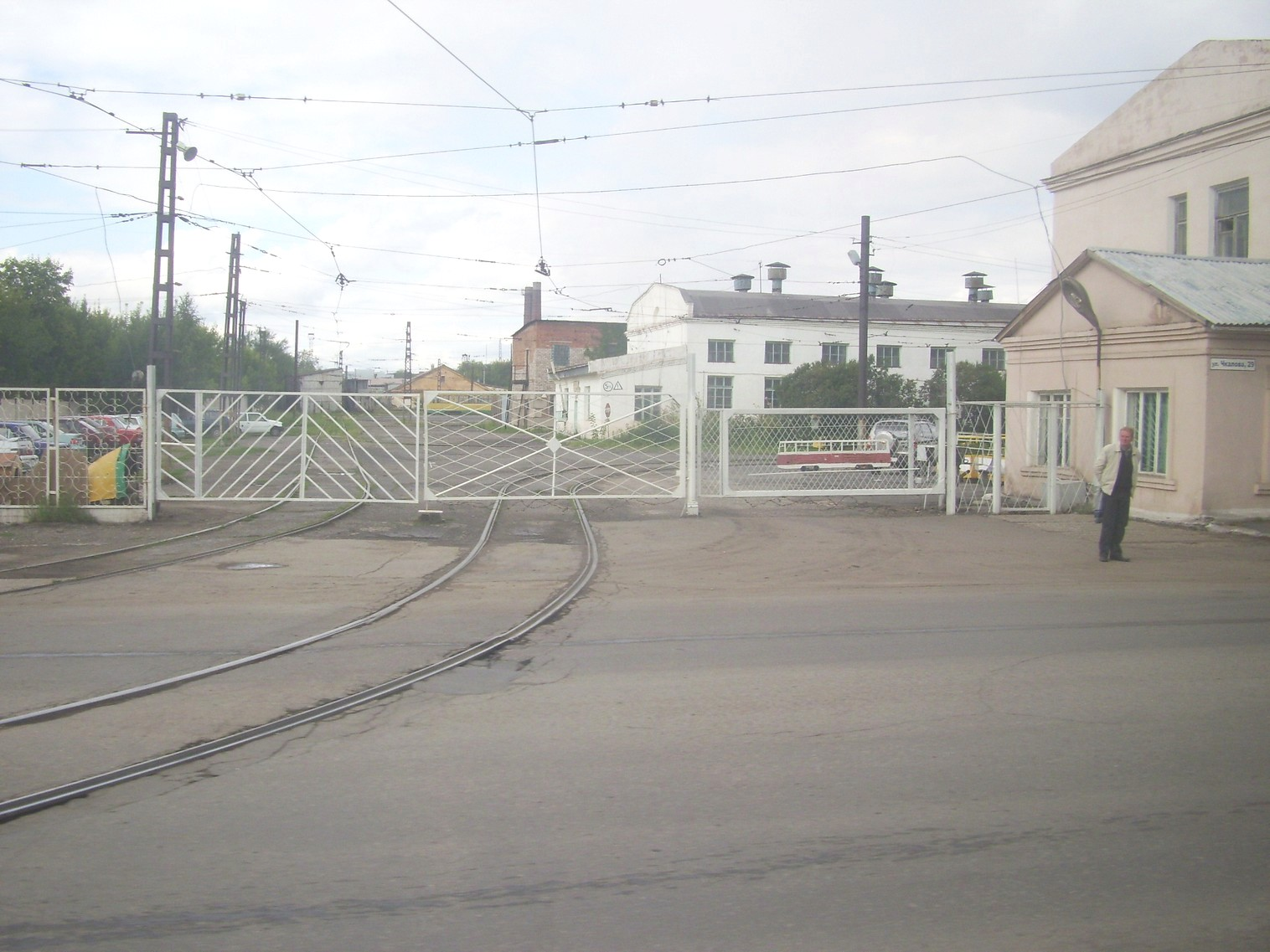
Депо № 1
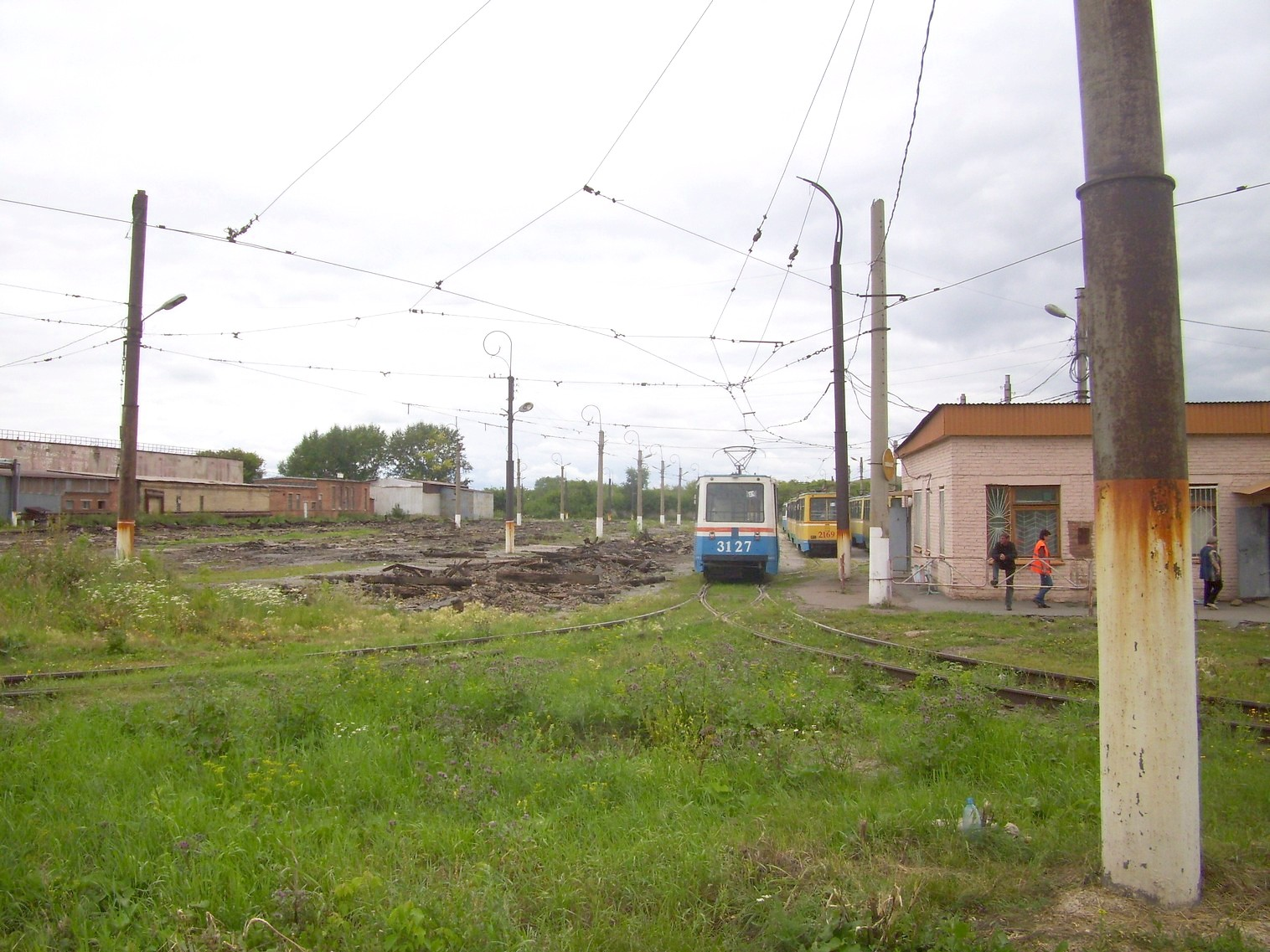
Депо № 2
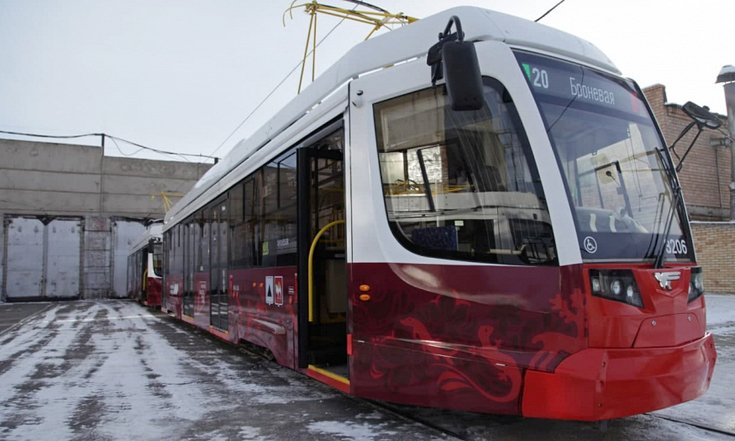
Трамвай 71-623.04.01 (№ 3206) в депо

## Рухомий склад
Станом на жовтень 2017 року на балансі підприємства перебував наступний рухомий склад:
| Тип моделі                   | Кількість |
| ---------------------------- | --------- |
| 71-605                       | 151       |
| 71-605А                      | 25        |
| 71-605 (АО «НПО автоматики») | 2         |
| 71-608КМ                     | 26        |
| 71-619КТ                     | 12        |
| 71-608К                      | 2         |
| 71-619К                      | 2         |
| Разом:                       | 220       |

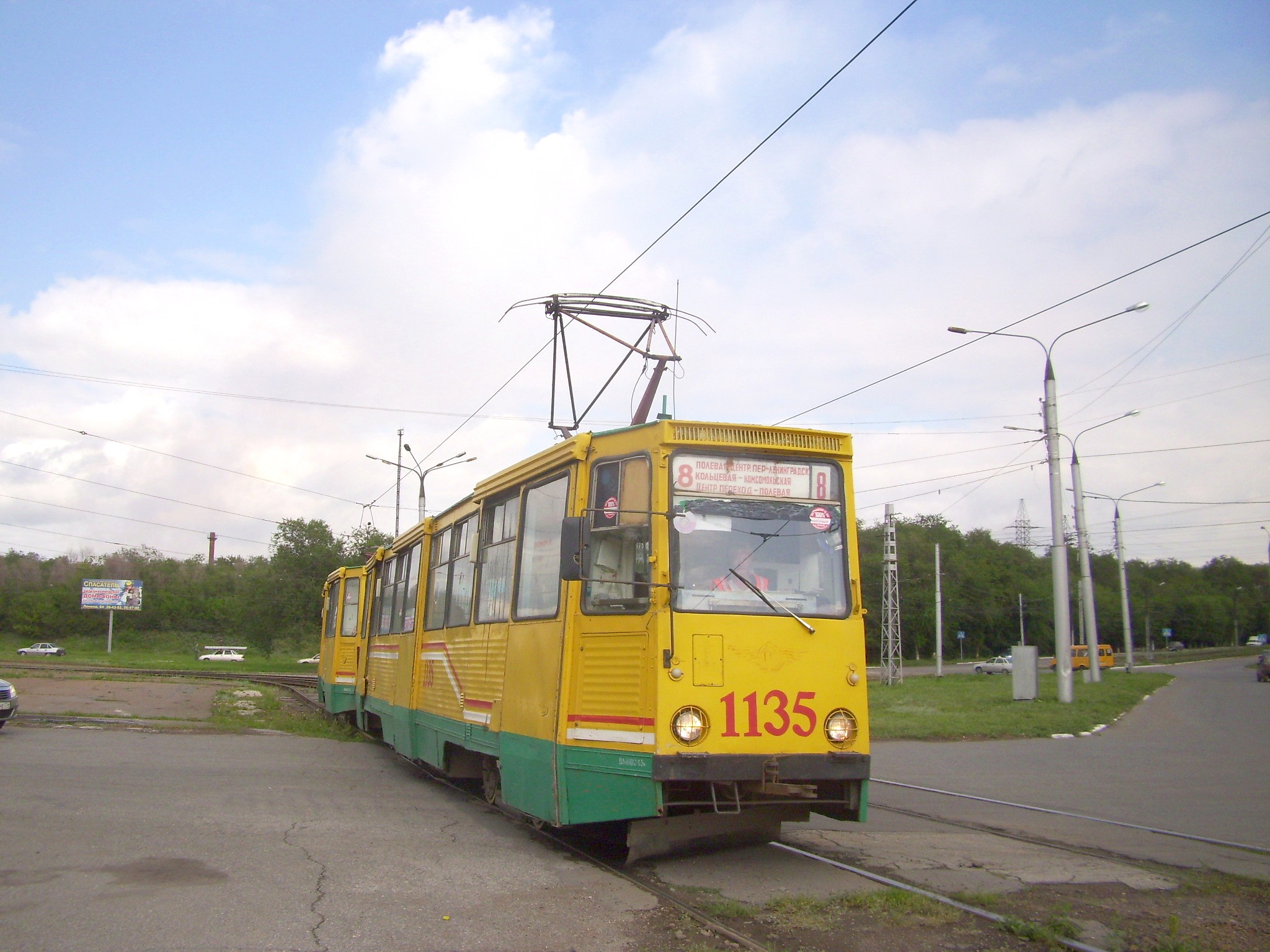
Трамвай КТМ-5 (№ 1135) на маршруті № 8
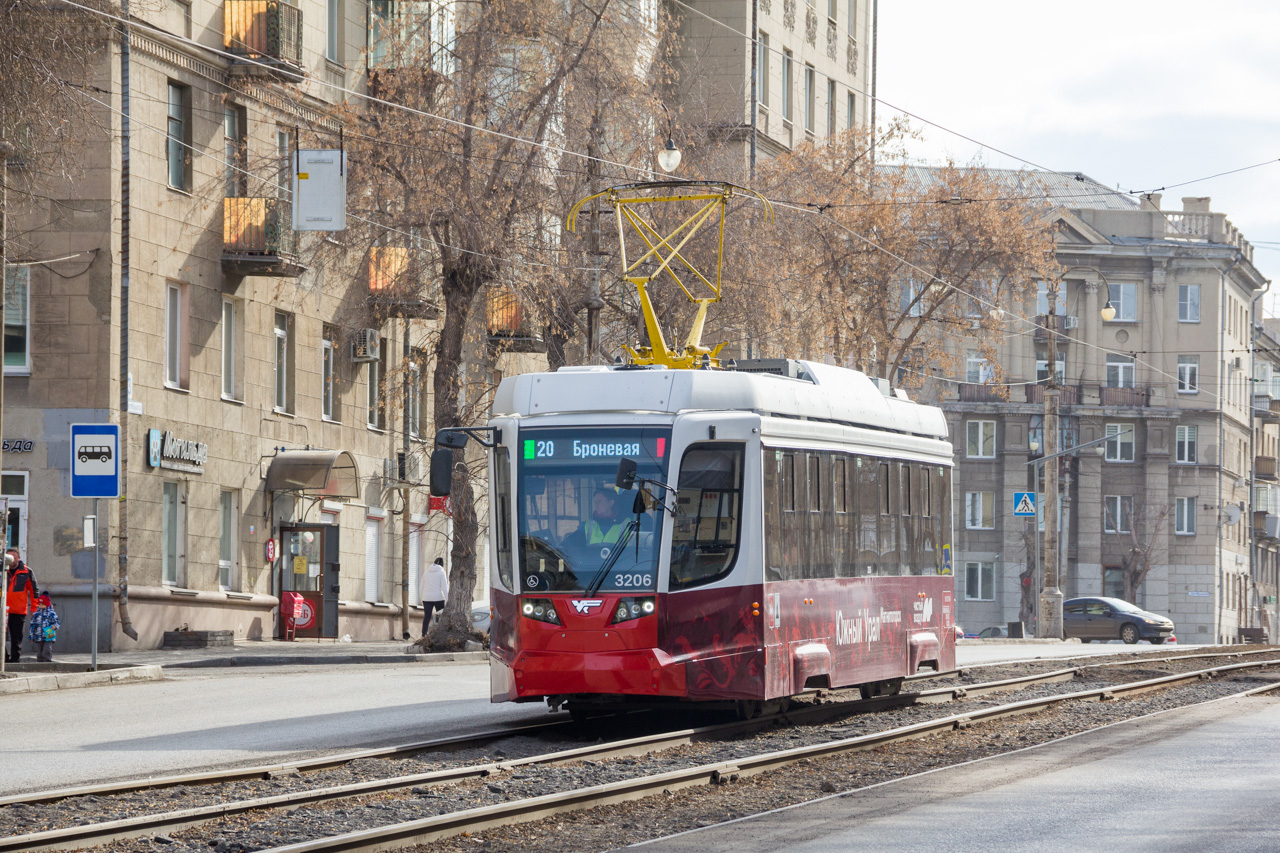
Трамвай 71-623-04.01 (№ 3206) на маршруті № 20
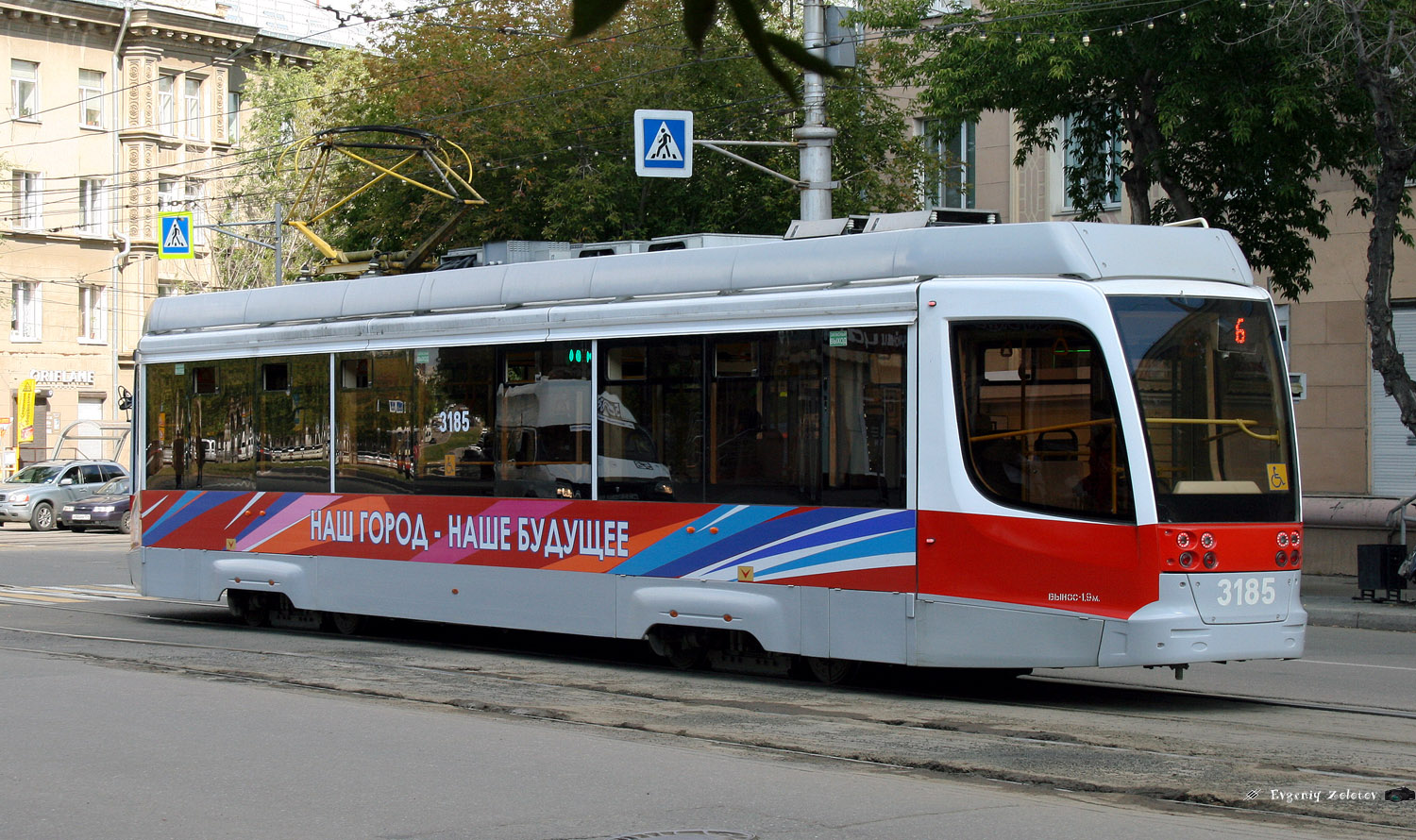
Трамвай 623-02.01 (№ 3185) на маршруті № 6
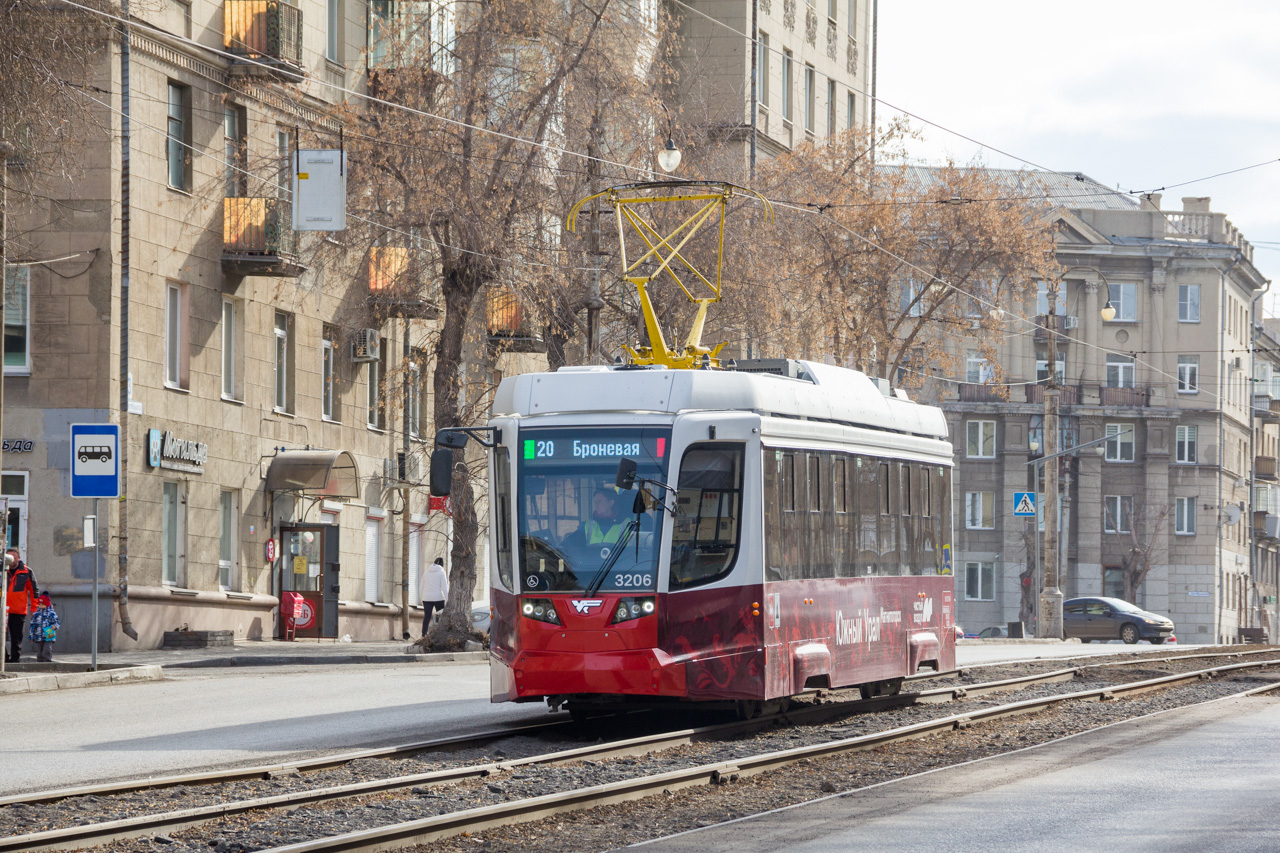
Трамвай 71-623.04.01 (№ 3206) на маршруті № 20